# Gernot Pachernigg
Gernot Pachernigg (* 14. Juni 1981 in Graz, Steiermark) ist ein österreichischer Liedermacher, Popsänger, Entertainer und Schauspieler. Er wurde durch seine Teilnahme an der dritten Staffel der Castingshow Starmania bekannt, die zwischen Oktober 2006 und Jänner 2007 im Fernsehprogramm des ORF ausgestrahlt wurde.

## Leben
Pachernigg wuchs auf einem Bauernhof in Laßnitzhöhe auf, wo er auch die Hauptschule besuchte. Nach den Pflichtschuljahren im Polytechnischen Lehrgang in Sankt Marein bei Graz ließ er sich bei den Pichler-Werken zum Elektroinstallateur ausbilden und absolvierte danach seinen Wehrdienst. Im Anschluss war er bei verschiedenen Elektrofirmen tätig.

## Musikalische Karriere

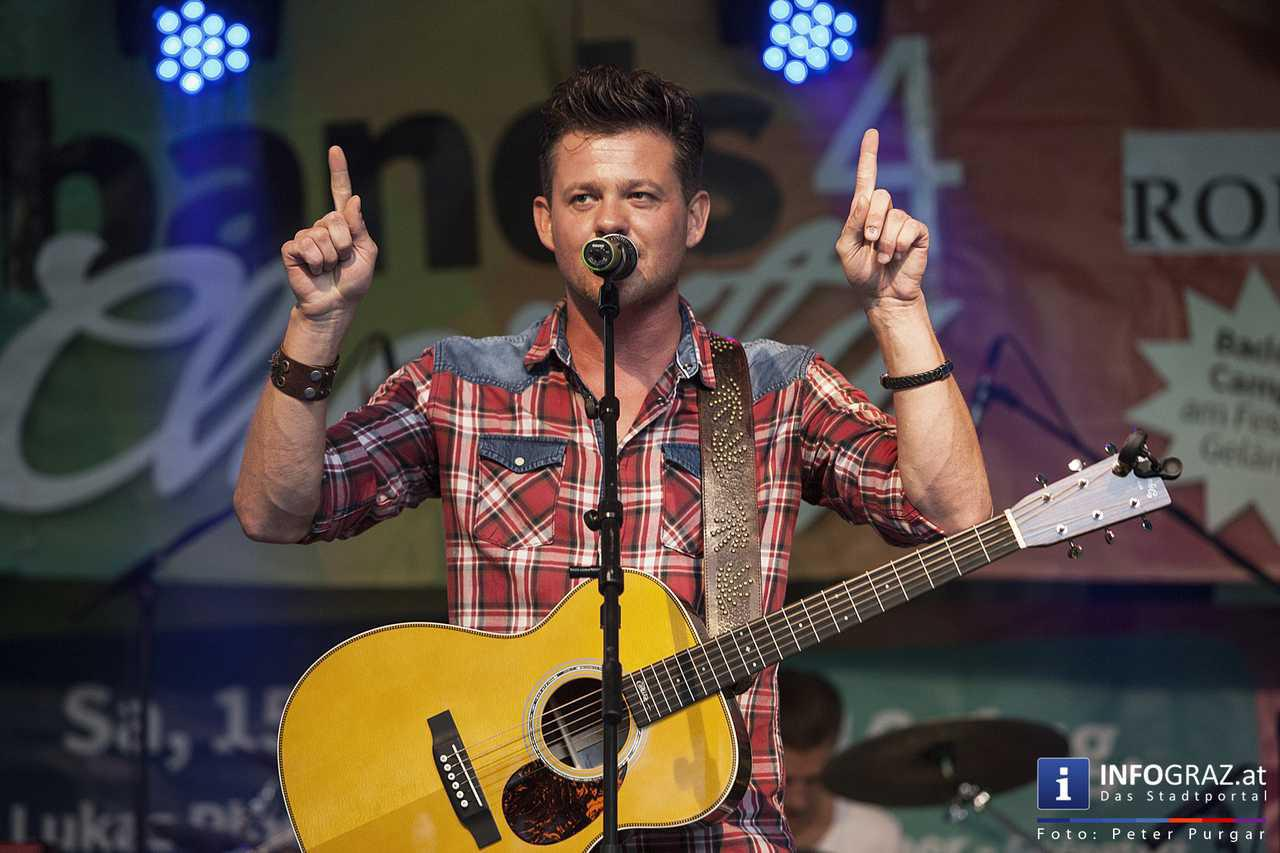
Gernot Pachernigg bei einem Live-Auftritt

Pacherniggs musikalische Laufbahn begann im Jahr 2000. Mit zwei Freunden gründete er die Band Graz, für die er auch Lieder im Stil des Austropop schrieb. 
Im Sommer 2006 trat er beim Casting für die dritte Staffel von Starmania an. Nach mehreren Qualifikationsrunden erreichte er das Finale der besten Drei. In der Finalshow am 26. Jänner 2007 belegte er schließlich den dritten Platz.
Nach Starmania wurde er von der Firma Universal unter Vertrag genommen. Gemeinsam mit Alexander Kahr produzierte er seine Debütsingle Neue Helden, die Ende März 2007 den Sprung in die Top 20 der österreichischen Charts schaffte.
Nach diesem Erfolg kam Pachernigg zum Musikproduzenten Erich Buchebner, mit dem die Arbeiten an seinem ersten Album begannen. Unterstützt wurde das Projekt auch von EAV-Mastermind Thomas Spitzer. Im Juli 2007 war Pachernigg zusammen mit Rainhard Fendrich auf Tour durch Deutschland und Österreich.
Gernot Pachernigg war mit seiner Single Neue Helden für den Amadeus Austrian Music Award 2008 in der Kategorie Newcomer des Jahres national nominiert.
Sein Debütalbum erschien am 27. Juni 2008 und trägt den Namen Es warat an der Zeit. Zuvor, am 30. Mai, wurde die zweite Single aus dem Erstlingswerk mit dem Namen Arrivederci veröffentlicht. Seither arbeitet Pachernigg ohne Plattenfirmen.
2009 gab es die ersten Produktionen mit Robby Musenbichler in Graz. Aus der Zusammenarbeit entstanden die ersten eigenen Songs (Single: Love is in the Air oder Bitte geh net weg). 2011 begannen die Arbeiten für sein fünftes Studioalbum „Zeit Zum Genießen“. Dieses wurde im März 2017 veröffentlicht. Zum ersten Mal war Pachernigg dabei auch als Produzent tätig. Die erste Singleauskopplung daraus wurde der Titel „Bis ans Ende der Welt“. Die zweite Auskopplung dazu war „Tag und Nacht“.

## Radio-, Musik und TV-Karriere
Im Mai 2007 und März 2008 stand Pachernigg für die ORF-Serie Oben Ohne von Reinhard Schwabenitzky vor der Kamera. Zwischen April 2008 und Anfang Juni 2008 nahm er mit 19 weiteren Prominenten am ORF-Format Das Match teil.
Nach  privatem Schauspiel- und Gitarrenunterricht bekam Pachernigg im Dezember 2007 das Angebot des zu diesem Zeitpunkt noch neuen Privatradiosenders RADIO GRAZ 94,2 eine Sendung zu moderieren. Er wurde verpflichtet, jede zweite Woche die Sendung Gut aufgelegt zu moderieren. Der Vertrag lief Ende 2008 aus. Bis Dezember 2010 war Pachernigg als Moderator beim österreichischen Radiosender Antenne Wien tätig. Vom Jänner 2011 bis Februar 2017 war Pachernigg beim erfolgreichsten Privatradio Österreichs, der Antenne Steiermark, als Redakteur und Moderator tätig. Von Jänner bis März 2010 nahm Gernot Pachernigg neben sieben weiteren österreichischen Stars am Prominenten-Special der ATV-Unterhaltungssendung Österreich isst besser teil.
2017 gründete Pachernigg eine Marketing- und PR-Agentur. Er spezialisiert sich auf die Entwicklung von Social-Media-Strategien und Online-Werbung für diverse Unternehmen. Nebenbei entwickelt er Werbespots und -strategien für junge Unternehmer. Zwischendurch wird Pachernigg als Moderator und Entertainer für große Firmen-Events gebucht und ist als Komponist und Songwriter tätig und ist mit seiner Band Live unterwegs.
2018 gründete Pachernigg gemeinsam mit Freunden die Band „About Kings“ in Las Vegas, Nevada.
Mit der ersten Single „Easy Rider“ übertrafen sie die Zwei-Millionen-Marke an Zugriffen auf YouTube. Im Frühjahr 2019 begannen in Nashville die Arbeiten zu einem gemeinsamen Album. Dafür wurde Produzent Kent Wells, der Produzent von Country-Ikone Dolly Parton, gewonnen. Im April wurde in den Dark Horse Recording Studios in vier Wochen das Album aufgenommen. Gleich darauf spielten About Kings als Support Act bei Andreas Gabaliers Stadion-Tour in Deutschland, Österreich und in der Schweiz vor mehr als 500.000 Besuchern.
2019 widmet sich Pachernigg nur mehr seinen Soloprojekten und gründet die Formation "Austro Swing" mit Musik aus Österreich im Swing und Jazz Style.
2021 veröffentlicht Pachernigg den Song „Alles Gute“ und produziert mit neuem Team seine Austropop Songs die in diversen Orf-Radios ständig beachtliches Airplay bekommen.
2024 Start des Austro Swing Projektes "Das tu` ich alles aus Liebe" ein Showabend mit Songs vom großen Peter Alexander. 
Für den Herbst 2024 ist dazu ein besonderer Song geplant der am 1. Dezember veröffentlicht werden soll....

## Diskografie
Alben
- 2003: Graz bei Nacht
- 2005: Graz Live
- 2006: Graz 0316
- 2008: Es warat an der Zeit
- 2017: Zeit Zum Genießen
- 2019: About Kings are here in town

Singles
- 2007: Neue Helden
- 2008: Arrivederci
- 2009: Spürn
- 2010: Sk Sturm Fansong
- 2012: Bitte geh net weg
- 2017: Bis ans Ende der Welt
- 2018: Tag und Nacht
- 2019: Vorstadtweiber
- 2019: I denk an di
- 2019: Alkoholproblem
- 2019: Gott sei Dank
- 2020: Ohne Di
- 2021: Weikhard Uhr
- 2021: Alles Gute
- 2023: Holiday in der Sun am See
- 2023: Wenn alle Stricke reissen
- 2024: I bin ana von Euch